# ТЕС Дерна
32°46′54.3″ пн. ш. 22°35′12.5″ сх. д. / 32.781750° пн. ш. 22.586806° сх. д.
ТЕС Дерна — теплова електростанція на північному сході Лівії (історичний регіон Киренаїка), розташована на узбережжі Середземного моря в кількох кілометрах на захід від міста Дерна.
У 1985 році на площадці ТЕС встановили дві парові турбіни виробництва компанії Brown Boveri and Cie (в майбутньому стала частиною відомого концерну ABB) типу KT-DK2G063 потужністю по 65 МВт. Як паливо вони споживають нафтопродукти (газопровід із Марса-Брега станом на середину 2010-х років прокладено лише до Бенгазі), а для охолодження використовується морська вода.
Також можна відзначити, що в одній будівлі машинного залу з зазначеним вище обладнанням з 1976 року працюють чотири турбіни загальною потужністю 69 МВт, які входять до складу заводу з опріснення води.